# 黄体
黄体，是雌性哺乳动物卵巢内的临时性细胞团结构，是富有血管的腺体样细胞团，是内分泌系统的一部份，产生相对较高水平的孕酮与温和水平的雌二醇与抑制素A，以抑制促性腺激素释放激素的释放，从而抑制黄体化激素与卵泡刺激素。黄体的颜色为明黄色，这是由于从膳食中浓缩了类胡萝卜素（包括叶黄素）。每次月经周期形成一个新的黄体。黄体的基本功能是合成和分泌孕酮，这种激素可使子宫为妊娠做好准备。

## 發育及結構

卵巢中的卵泡发育过程：1 - 卵巢；2 - 成熟卵泡；3 - 成熟卵泡；4 - 排卵；5 - 黄体；6 - 退化黄体

在月经周期或发情周期中，卵泡會释放次级卵母细胞，即排卵，余下的卵泡在卵巢内，卵泡壁塌陷，排卵后原滤泡中的囊腔很快會由增殖的颗粒细胞充填，卵泡膜内的血管和结缔组织伸入卵泡颗粒层，黄体期時在黄体化激素的作用下，卵泡壁的细胞体积增大，分化为一个体积很大并富含血管的内分泌细胞团，剛形成时呈黄色，称为黄体。卵泡到黄体的发育中间阶段被称为血体，不过血体这一概念是指卵泡破裂排卵后剩下的可见的血液。当卵母细胞（如果受精则为受精卵）经过输卵管进入子宫時，黄体仍停留在卵巢内。 
黄体的尺寸相对于卵巢来说是相当大的。人类的黄体的直径在2cm到5cm。
黄体的细胞来源于卵泡周围的细胞。卵泡膜细胞发育成（即“黄体化”）小黄体细胞（small luteal cell）或称膜黄体细胞（thecal-lutein cells），卵泡颗粒细胞发育成（即“黄体化”）大黄体细胞（large luteal cell）或称颗粒黄体细胞（granulosal-lutein cells），二者形成了黄体。粒黄体细胞较大，呈多角形，染色较浅，数量多；膜黄体细胞较小，圆形或多角形，染色较深，数量少，分布于黄体的周边。绝大多数动物的黄体主要由颗粒细胞转化而成，但灵长类和大鼠的膜细胞也是黄体组成成分。这些颗粒细胞在黄体化时由原来直径12～14μm，增加到35～50μm。颗粒细胞胞浆和核的比例增大，胞浆所含分泌颗粒和脂肪滴增加，并含有黄色色素。线粒体形态也发生变化，粗面内质网消失，同时滑面内质网增加，与这些形态变化相应的是在黄体化过程中，大小黄体细胞均能从胆固醇合成类固醇激素如孕酮。低密度胆固醇复合体结合到黄体细胞的质膜的受体上并内化。胆固醇在细胞内被释放并以胆固醇酯的形式存储，在进一步的胆固醇转运中被回收。大黄体细胞能产生更多的孕酮，这是由于其细胞内不受抑制/基础水平的蛋白激酶A之活动。小黄体细胞有黄体化激素受体，能调节细胞内蛋白激酶A的活动。蛋白激酶A能磷酸化固醇激素合成急性调节蛋白（StAR）与外周苯二氮卓受体（PBR）以从线粒体外膜转运胆固醇到线粒体内膜。
黄体发育过程伴随着类固醇生成酶——胆固醇侧链裂解酶P450scc浓度的升高，该酶在线粒体中把胆固醇转化为孕烯醇酮。孕烯醇酮再被转化为孕酮，分泌出细胞，进入血液。孕酮在细胞质内浓度的增加伴随着P450scc与其电子供体蛋白的增加，指示了孕酮分泌是黄体中P450scc增强表达的结果。
线粒体的P450系统电子转运链包括肾上腺皮质铁氧还蛋白还原酶与肾上腺皮质铁氧还蛋白已经被证实会泄漏电子导致形成了超氧自由基。显然，为处理这些黄体细胞线粒体产生的自由基并增强线粒体的新陈代谢，抗氧化物酶——过氧化氢酶与超氧化物歧化酶，与黄体中的类固醇合成增强而平行增加。
| 卵泡结构 | 黄体结构   | 分泌                          |
| 膜层细胞 | 膜黄体细胞 | 雄激素 孕酮                   |
| 粒层细胞 | 粒黄体细胞 | 孕酮、雌激素（主体）与抑制素A |

各种甾醇类激素的转换：中間左侧黃色區域是黄体酮；膜黄体细胞含有17α-羟化酶、17,20裂解酶，可把黄体酮转化为雄激素；雄激素位在左下藍色區域；颗粒黄体细胞含有芳香酶，位于图示的下方中間，可以將雄激素轉化為雌激素（右下粉紅色三角形部份）

类似于前身的卵泡膜层细胞，膜黄体细胞缺少芳香酶，不能把类固醇生成时产生的雄激素转化为雌激素。粒黄体细胞有芳香酶，使用该酶可以把膜层黄体细胞生成的雄激素转化为雌激素；而粒黄体细胞自身缺乏生成雄激素所需的17α-羟化酶、17,20裂解酶所以不能产生雄激素。
黄体退化（regress，也称退行、撤退）时，孕酮分泌停止，血中孕酮水平下降（功能性退化），黄体细胞数量减少，LH受体减少，细胞浆体积缩小，核酸内切酶活性大大增加，核固缩，DNA总数减少，dNA小片段增加（结构体退化）。最后成纤维细胞侵入，将腺体转变为瘢痕结缔组织—白体。黄体功能和结构上的自行退化对于正常的月经周期是必不可少的。它使下一个月经周期正常启动，新的滤泡发育生长，LH高峰正常来临而随之排卵。黄体退化的生理机理与细胞凋亡相关。

## 功能
黄体是雌性哺乳动物建立并维持怀孕所必需的。黄体分泌的黃體激素，作为一种类固醇激素负责子宫内膜的剝落退化。

### 当卵子没有受精
如果卵子没有受精，黄体将停止分泌孕酮并蜕化为白体（对于人类在14天之后）。这称为月经黄体（corpus luteum of menstruation）。
没有孕酮，子宫内膜将剥离并通过阴道排出（对于具有月经周期的哺乳动物），成為月經。；对于具有发情周期的动物，子宫内膜将退化为正常大小。

### 当卵子受精
如果卵子受精并着床发生，在受精后第9天开始，胚泡的合体滋养细胞（由滋胚层发育而来）分泌人绒毛膜促性腺激素（或其他动物的类似激素）。
人绒毛膜促性腺激素使得黄体继续孕酮的分泌，从而维持了子宫内膜增厚，为受精卵胚泡发育提供了丰富的血管网。从这时起，黄体被称为妊娠黄体（corpus luteum graviditatis），直径可达4～5cm，可保持6个月，以后也退化为白体。妊娠黄体的粒黄体细胞还分泌松弛素（relaxin），它可使妊娠子宫平滑肌松弛，以维持妊娠。
这时前列腺素的注入会导致黄体蜕化从而造成胎儿流产。但是，对于胎盘动物如人类，胎盘最终接过了孕酮的制造，黄体蜕化为白体并不会导致胚胎/胎儿流产。 
黄体支持是指使用药物（常为黄体制剂）以增加着床与人胚胎发生成功率，因而补充了黄体功能。

### 类胡萝卜素含量
黄体的黄颜色及其命名，类似于视网膜黄斑，是由于含有高浓度的类胡萝卜素，特别是叶黄素。从膳食中摄入的类胡萝卜素被黄体浓缩利用。 

## 黄体破裂
卵巢黄体破裂是在黄体發育過程中，卵巢表面的微血管受到外力或某些内部因素的破坏发生出血，导致黄体内的压力逐渐升高继而破裂。黄体破裂的臨床表現为下腹的突发剧烈疼痛（尤以右侧居多），也存在有疼痛程度不一的病例。发病诱因包括性交史及腹部碰撞，也有病例有负重史，剧烈运动史，用力咳嗽史和排便史。大多数患者病发于女性月经期前一周内，少数患者在月经期开始后第1、2天发病。
黄体破裂是常见的妇产科急腹症，但通常情况下黄体破裂的发生率偏低，在临床较为少见，且因黄体破裂的彩超影像与異位妊娠图像类似，易被誤診为異位妊娠，又因该病与其他急腹症症状相似，易被误诊为急性阑尾炎、盆腔炎等急腹症。若黄体破裂导致大出血未即时获得救治，可能休克甚至喪命。

## 圖集

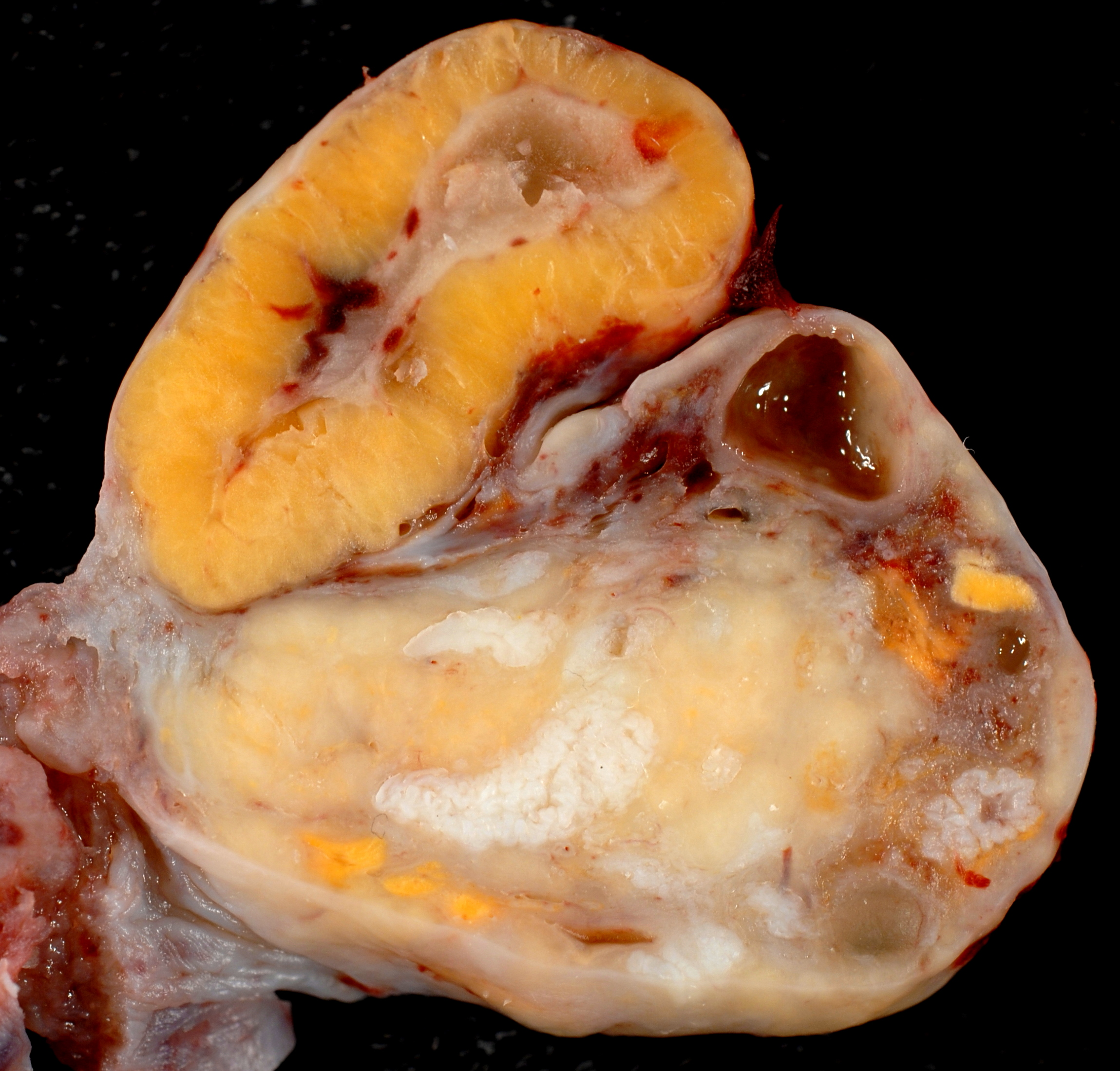
人類的卵巢，其中有發育完成的黃體
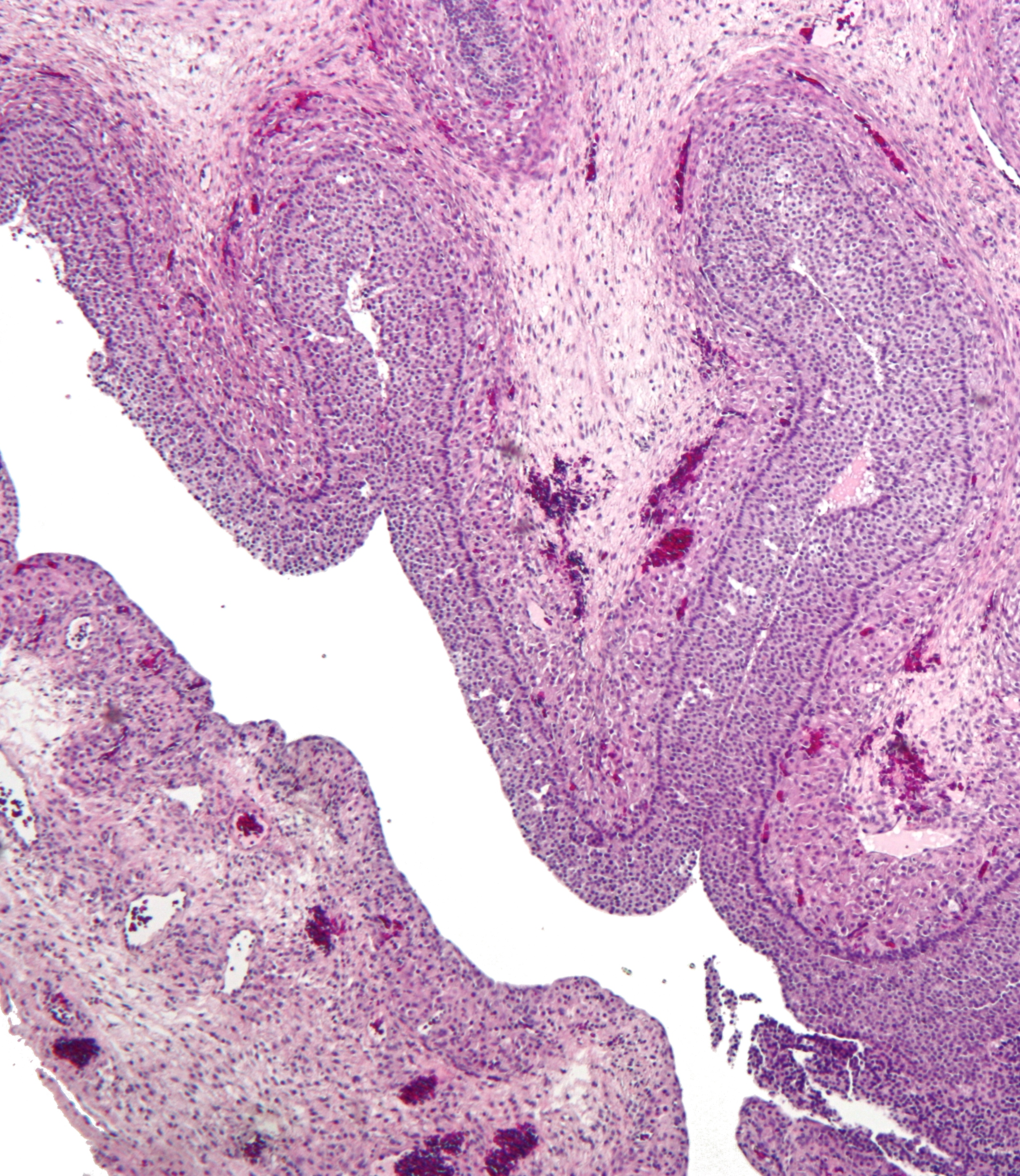
卵巢濾泡囊腫，利用苏木精-伊红染色

## 外部連結
- Histology image: 18201loa – 波士顿大学的组织学学习系统
- 人体解剖学在线（Human Anatomy Online）网站上的相关图片：43:05-0106 – "The Female Pelvis: The Ovary"
- CT of the abdomen showing a ruptured hemorrhagic copus luteal cyst （页面存档备份，存于）